# آیران (تگزاس)
آیران (به انگلیسی: Iraan) شهری در شهرستان پیکس ایالت تگزاس از ایالات جنوبی ایالات متحده آمریکا است. در سرشماری سال ۲۰۰۰، جمعیت این شهر ۱،۲۳۸ نفر اعلام شد.